# ادلسکاگ
ادلسکاگ (به آلمانی: Adelschlag) یک شهر در آلمان است که در بایرن واقع شده‌است.

## خصوصیات
ادلسکاگ ۵۱٫۹۸ کیلومترمربع مساحت دارد ۴۳۵ متر بالاتر از سطح دریا واقع شده‌است.